# Schlitzschnecken
Die Schlitzschnecken, Lochschnecken, Schlitznapfschnecken oder Lochnapfschnecken (Fissurellidae) sind eine Familie meeresbewohnender Schnecken, die weltweit in kalten bis warmen Meeren vorkommen. Als Weidegänger leben sie von Algen oder sessilen Tieren.

## Merkmale
Die Schlitzschnecken haben eine flache konische Schale, die äußerlich an die Schale der nicht nahe verwandten Napfschnecken erinnert, jedoch sind sie von diesen deutlich durch das Loch zu unterscheiden, das sich an der Spitze, etwas davor oder auch als Schlitz am Vorderende des Schneckenhauses befindet. Die Schalen haben radiär von der Spitze zum Rand verlaufende Rippen und konzentrisch verlaufende Linien, was den Schalen eine netzartige Skulpturierung verleiht. Je nach Art schwankt die Gehäuselänge des ausgewachsenen Tieres zwischen 3 mm und 13 cm. Die größte Art ist die in Kalifornien lebende Megathura crenulata. Ein Operculum fehlt.
Das Atemwasser tritt unter dem Gehäuserand beim Kopf in die Mantelhöhle ein, strömt durch ein Paar Kiemen und wird durch das im Gehäuse befindliche Loch nach außen geleitet. Die Schnecken besitzen einen breiten, flachen Fuß, mit dem sie sich gleich einer Napfschnecke am felsigen Untergrund festsaugen und so der Brandung gut widerstehen können. Der Mantel breitet sich bei manchen Arten mehr oder weniger über den Gehäuserand aus, bei der größten Art, der in Kalifornien lebenden Megathura crenulata, in Gänze. Die Schnecken haben am zwischen Fuß und Mantel gelegenen Epipodium zahlreiche tentakelartige Fortsätze.
Die Schlitzschnecken besitzen eine Niere, die wie bei den Kreiselschnecken und den Napfschnecken auf die rechte Nierenanlage zurückgeht, anders als bei den Caenogastropoden, die auch nur eine Niere haben, die sich aber aus der linken Nierenanlage entwickelt. Dies wird mit einer sekundär erlangten Bilateralsymmetrie dieser Schnecken in Zusammenhang gebracht.

## Lebensweise
Die Schlitzschnecken leben auf und unter Felsen in unteren Bereichen der Gezeitenzone und in tieferen Gewässern, wo sie sich fest an das harte Substrat saugen können und den Aufwuchs mit ihrer Radula abweiden. Die meisten Schlitzschnecken sind Pflanzenfresser und ernähren sich von Algen und Detritus. Andere Arten, insbesondere in den Gattungen Diodora und Emarginella, leben als Fleischfresser von Schwämmen. Einige Schnecken der Gattung Puncturella fressen Kieselalgen und Detritus, während Puncturella aethiopica vor allem von Foraminiferen lebt.
In der Nordsee ist die Familie durch die Arten Diodora graeca und Emarginula fissura vertreten.

## Systematik
Die Familie Fissurellidae ist nach Bouchet & Rocroi (2005) die einzige Familie in der Überfamilie Fissurelloidea. Sie unterteilen die Familie in drei Unterfamilien:
- Familie Fissurellidae Fleming, 1822  
  - Unterfamilie Fissurellinae Fleming, 1822  
  - Unterfamilie Emarginulinae Children, 1834  
    - Tribus Emarginulini  Children, 1834  - Synonyme: Rimulidae, Anton, 1838; Zeidoridae Naef, 1913; Clypidinidae Golikov & Starobogatov, 1989
    - Tribus Diodorini  Odhner, 1932 
    - Tribus Fissurellideini  Pilsbry, 1890 
    - Tribus Scutini Christiaens, 1973  

  - Unterfamilie Hemitominae Kuroda, Habe & Oyama, 1971

Bouchet und Rocroi stützen sich dabei auf Studien von Keen in Moore (1960) und Christiaens (1973). and McMean (1984). Laut Aktipis, Boehm und Giribet (2011) steht der Tribus Diodorini der Status einer eigenen Unterfamilie Diodorinae zu.
Nach der klassischen Systematik wurden die Schlitzschnecken zur Ordnung der Altschnecken (Archaeogastropoda) gerechnet.